# Polygala platycarpa
Polygala platycarpa là một loài thực vật có hoa trong họ Polygalaceae. Loài này được Benth. miêu tả khoa học đầu tiên năm 1843.